# Жамамади
Жамамади (Canamanti, Jamamadí, Kanamanti, Madi, Yamamadí) — араванский язык, на котором говорит около 600 человек народа жамамади, проживающие в районе реки Банава; некоторые разбросаны на большой территории; в 7 деревнях муниципалитета Лабреа штата Амазонас в Бразилии.

## Диалекты
У жамамади есть много диалектов: бом-футуро, жаруара (жаравара, яравара), журуа, кития (банава, банава-яфи, банауа, жафи), мамория (мамори), пауини, тукурина и чучудуа (майма). Диалект тукурина может быть отдельным языком. Пама, севаку, сипо и юбери являются либо диалектами, либо близкородственными языками.

## Письменность
Используется алфавит на латинской основе: A a, B b, E e, F f, H h, I i, K k, M m, N n, O o, R r, S s, T t, W w, Y y.

## Фонология

### Гласные
|                | Передний ряд | Задний ряд |
| -------------- | ------------ | ---------- |
| Верхний подъём | i iː         |            |
| Средний подъём | e eː         | o oː       |
| Нижний подъём  | a aː         | a aː       |

### Согласные
|             | Губ.-губ. | Зуб. | Альвеоляр. | Палат. | Веляр. | Глот. |
| ----------- | --------- | ---- | ---------- | ------ | ------ | ----- |
| Взрыв.      | b         | t    |            | ɟ      | k      | (ʔ)   |
| Нос.        | m         | n    |            |        |        |       |
| Фрикатив.   | ɸ         |      | s          |        |        | h̃     |
| Плав.       |           |      | r          |        |        |       |
| Полугласные |           |      |            |        | w      |       |

- Гортанная смычка [ʔ] распространена ограниченно.
- Плавная согласная /r/ может быть реализована как трельная [r], одноударная [ɾ], латеральная [l]. Палатальная смычка /ɟ/ может быть реализована как полугласный [j].
- Глоттальный фрикативный согласный /h̃/ является носовым.